# Kleinstübing

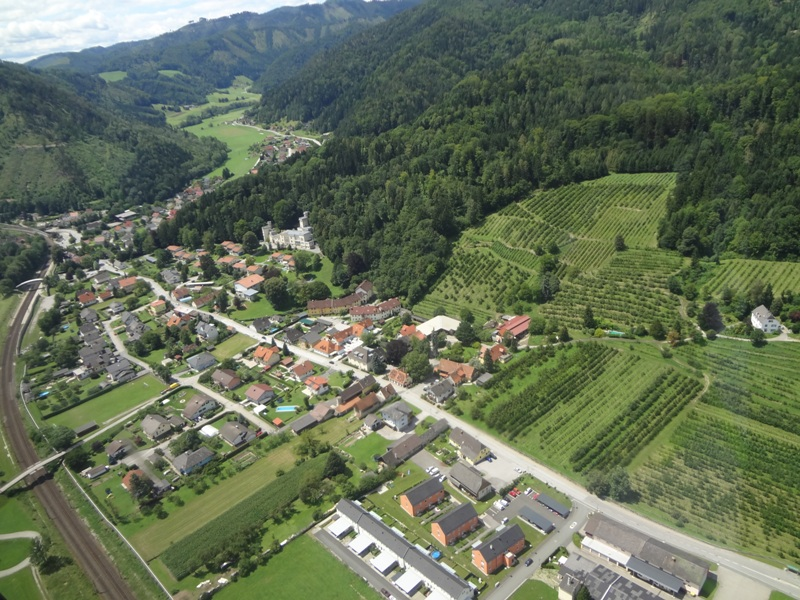
Kleinstübing, Steiermark. Blick ins Stübingtal (Richtung Westen)

Kleinstübing ist ein zur Marktgemeinde Deutschfeistritz gehörender, etwa 17 km nördlich von Graz befindlicher Ort in der Steiermark mit rund 800 Einwohnern. Hinsichtlich der Raumgliederung ist Kleinstübing eine Ortschaft und gleichzeitig Katastralgemeinde von Deutschfeistritz. Der Ort liegt an der Mur und ist vor allem für das dort befindliche Österreichische Freilichtmuseum bekannt.

## Geschichte

### Namensgebung
Die Ortsbezeichnung Stübing stammt aus dem Slawischen. Erstmals urkundlich findet sich der Ort 1147 als Stubenik sowie bereits 1140 im Personennamen Bernehart de Stubenic, wobei Stubenic/Stubenik vermutlich auf ein urslawisches *stublo ‚aus einem Baumstamm gefertigte Röhre, Naturbrunnen‘ zurückgeht. Der Name bezeichnete also ursprünglich eine Brunnenstelle.
In späteren Belegen findet sich die Schreibung Stibing. Die Endung -ing ist dabei als ein rein lautlicher Austausch des slawischen -nik mit dem deutschen -ing zu sehen, welches sich häufig in Ortsnamen findet, hier aber nichts mit seiner Bedeutung als Zugehörigkeit zu einer Person zu tun hat (sekundäres -ing).
Teile von Stübing waren über lange Zeit dem Stift Rein zinspflichtig gewesen. Von daher rühren die Bezeichnungen Kleinstübing und Großstübing. Denn Kleinstübing, heute mit mehr Einwohnern als Großstübing, hatte zu jener Zeit weniger zinspflichtige Bauerngehöfte aufzuweisen.

### Frühgeschichte und Römerzeit
Der Raum des Mittleren Murtales ist seit der Bronzezeit dauerhaft besiedelt. Grabungen im Bereich des SOS-Kinderdorfes und der Freiwilligen Feuerwehr Kleinstübing brachten etliche archäologische Funde aus jener Zeit zu Tage.
Aus der Zeit der römischen Besiedelung der Steiermark (als Teil von Noricum) sind 2003 bei Straßenbauarbeiten im Bereich der Landesstraße L 334 (Kleinstübingerstraße) Hypokausten gefunden worden. Diese Anlage einer römischen Fußbodenheizung deutet auf eine große römische Villa bzw. einen bedeutenden Landsitz (Villa rustica) hin (→ Villa Rustica (Kleinstübing)). Beim Bahnbau der Südbahn hat man 1843 im Bereich der Mur zusätzlich einen Grabstein der bedeutenden Familie der Atii entdeckt.

### Mittelalter und Neuzeit
Das Schloss Stübing wurde ursprünglich als Wehrbau wahrscheinlich um 1120 errichtet. Beim ersten Bau dürfte es sich um ein Festes Haus mit Mauer und Graben, aber ohne Bergfried gehandelt haben. Die Besitzer waren Vollfreie. Als erster tritt 1130 Bero bzw. Bernehart de Stubenic aus dem Geschlecht der Vollfreien von Stübing in Erscheinung, der auch die Burg auf dem Grazer Schloßberg errichten ließ. Bero war der Vater des Konrad Henne von Feistritz, des Besitzers der Feste Henneberg/Himberg in Deutschfeistritz. Die Nachfolger, die sich nach der Burg Stübing nannten, waren bereits Ministeriale des Landesfürsten. Nach 1249 dürfte dieses Geschlecht erloschen sein.
Zu Beginn des 14. Jahrhunderts kam der Wehrbau an die Familie Gradner. Auf sie folgte Erasmus Steinwald von Fladnitz, der Stübing seinem Enkel Georg Breuner vererbte. Dieser wurde 1417 vom Landesfürsten mit der Herrschaft belehnt. Breuner ließ das bereits stark verfallene Anwesen wieder aufbauen. Im Ungarnkrieg stellte sich Jörg Breuner an die Seite von Matthias Corvinus, sodass er 1480 von Kaiser Friedrich III. gewaltsam zum Gehorsam gezwungen werden musste. Stübing blieb aber im Besitz der Breuners. Unter ihnen wurde der Ansitz später weiter ausgebaut.
Das Schloss hatte im 15. und 16. Jahrhundert seine Glanzzeit. Vor allem Philipp Breuner pflegte einen prunkvollen Lebensstil. Kurz vor seinem Tod nahm er an einem Turnier Kaiser Maximillians I. in Wien teil.
Maximilian Breuner musste in der Reformationszeit als Protestant das Land verlassen. Er verkaufte Stübing 1630 an Georg Amelreich von Eibiswald. Von diesem erwarb es 1635 Johann Anton Fürst von Eggenberg. Nach dem Tod des letzten Fürsten kam das mit der Herrschaft Waldstein vereinigte Stübing durch Heirat der Josefa Maria Fürstin von Eggenberg 1717 an Johann Wilhelm Graf Sinzendorf. Der damalige Burgfried (Grundbesitz) der Herrschaft reichte vom Reiner Landgerichtskreuz an der Straße nach Gratwein bis zum Königgraben.

Schloss Stübing nach dem Umbau im Windsor Stil

1730 kaufte Gotfried Graf Dietrichstein das Schloss Stübing. Während der Dietrichstein-Herrschaft wurde es nicht gepflegt und verfiel. 1863 kam Stübing an den Grafen Wilhelm Palffy-Daun ab Erdöd. Er war es, der dem Schloss durch den Umbau im Windsor-Stil ein völlig neues Aussehen gab.

### 20. Jahrhundert bis heute
Im 20. Jahrhundert war 1959 Franz Fattinger Eigentümer des Schlosses. Er führte dort einen landwirtschaftlichen Musterbetrieb. 1960 wurde das Gebäude dem SOS-Kinderdorf übergeben. Bei der darauf folgenden Renovierung wurde der Bau stark vereinfacht. Seit damals ist die Verwaltung des Kinderdorfes darin untergebracht, und um das Gebäude wurden die Häuser des Kinderdorfes errichtet. Bei den Bauarbeiten wurden Reste einer römischen Villa ausgegraben. Für die Aktion des Kinderdorfes, das mit Sponsoren für einen Schutzbau sowie einen kindergerechten Museumsraum sorgte, erhielten die Verantwortlichen im Jahr 2011 die Denkmalschutzmedaille des Bundesdenkmalamtes.
Anfang März 2024 wurde bekannt, dass die Verbund AG ein Wasserkraftwerk an der Mur im Bereich Stübing zu bauen plant.

## Kultur und Sehenswertes

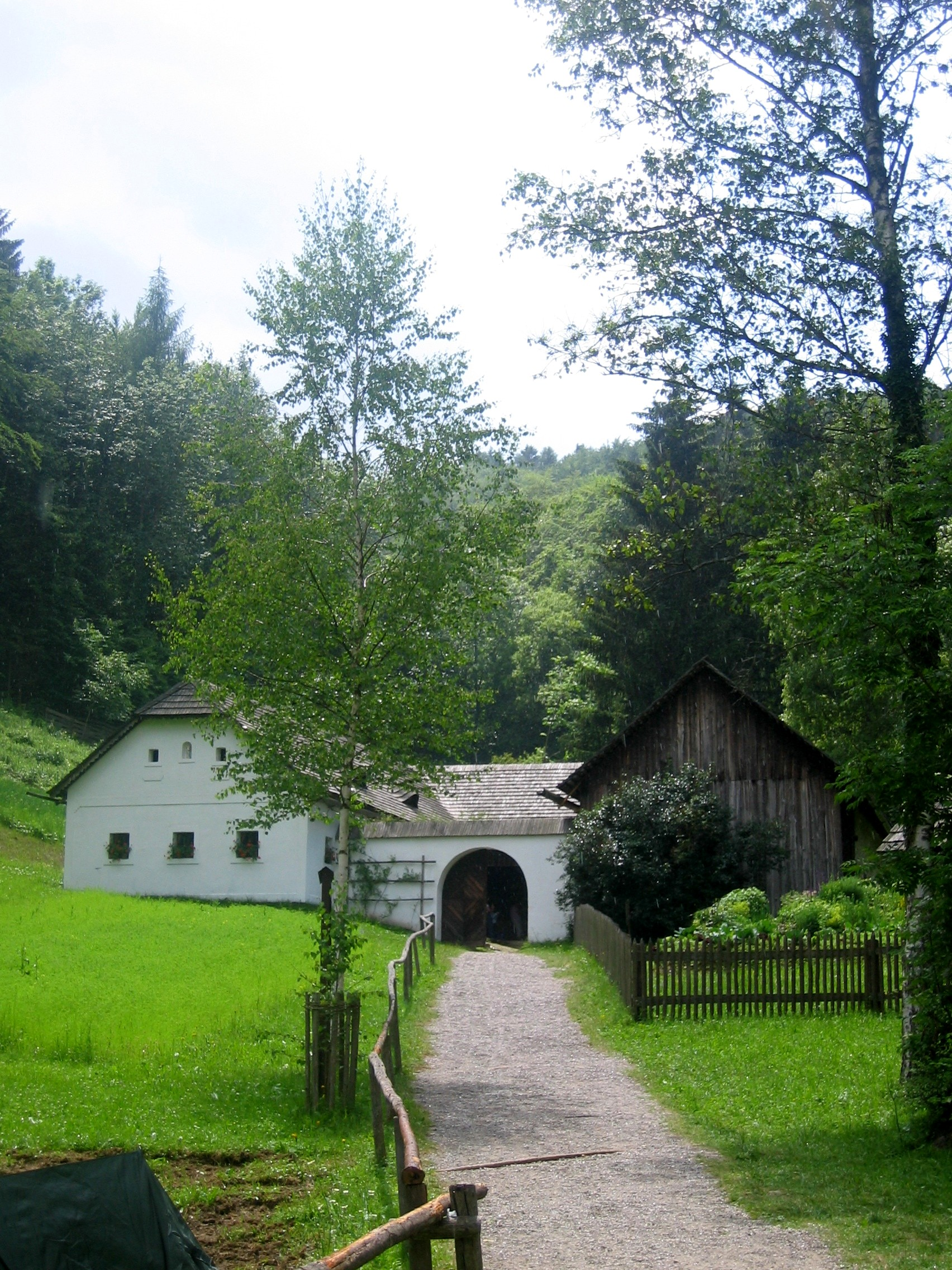
Dreikanthof im Österreichischen Freilichtmuseum

- Österreichisches Freilichtmuseum, eines der bedeutendsten Freilichtmuseen Europas
- Schloss Stübing (denkmalgeschützt; siehe auch Abschnitt Geschichte)
- Haus der Freiwilligen Feuerwehr in Stübing: erbaut 1927, renoviert 2002; die Außenfassade gestaltete der Künstler und Designer Cari Zalloni (CAZAL). Als Motiv für sein Rotes Bild wählte er Szenen und Symbole aus dem Tätigkeitsbereich der Feuerwehr, des Brauchtums und der Kultur aus Stübing.
- denkmalgeschütztes Objekt Römerzeitliche Siedlung Kleinstübing

## Verkehr
Der Bahnhof Stübing liegt an der Südbahn und wird stündlich, zur Hauptverkehrszeit halbstündlich von der Linie S1 der S-Bahn Steiermark (Graz Hauptbahnhof–Bruck an der Mur) bedient. Außerdem gibt es Züge der S11 (Lokalbahn Peggau–Übelbach) nach Übelbach.
Kleinstübing liegt an der Kleinstübinger Straße L 334 im Bereich der Kreuzung mit der Stübinggraben Straße L 315. Anschluss an das Fernstraßennetz gibt es unmittelbar außerhalb des geschlossenen Siedlungsbereichs beim Knoten Peggau-Deutschfeistritz der Pyhrn Autobahn A9 (Richtung Wels/Linz und Graz/Slowenien) mit der Brucker Schnellstraße S35 (Richtung Bruck an der Mur) und der Grazer Straße B67 (Richtung Graz).

## Sport und Freizeit
- Fußballplatz
- Kinderspielplatz, im Winter mit einem Eislaufplatz
- Eisstockbahn/Asphaltbahn mit Vereinshaus des ESV (Eisstock-Schieß-Verein, gegr. 1950)
- Grazer Umland-Weg, Rundwanderweg um die Landeshauptstadt Graz

## Persönlichkeiten
- Franz Hervay von Kirchberg (* 1870 in Stübing; † 1904 in Mürzzuschlag), Jurist und Bezirkshauptmann von Mürzzuschlag